# Cannibalisme in utero
L'adelphophagie, ou cannibalisme in utéro, est une forme de matrotrophie où le fœtus, une fois son vitellus épuisé, se nourrit d'autres embryons à l'intérieur même de l'utérus. Les lamniformes, comme le requin-taupe commun ou le requin mako, effectuent ce type de cannibalisme. Le cannibalisme adelphophage est la règle chez les Jenynsiidés et de nombreux Goodéidés.